# 中華統一促進黨
中華統一促進黨，简称统促党，为中华民国的親中共派政党之一，属激进的統派，其立場為支持中国统一，反對華獨和台獨。該黨以促成两岸统一、一国两制为宗旨。曾在公開活動舉中华人民共和国国旗。
2024年11月，統促黨因涉嫌接受中華人民共和國資助並為其發展組織、介入臺灣選舉與犯罪，遭內政部向憲法法庭聲請解散政黨，是臺灣首個因危害國家安全遭主管機關聲請解散的政黨。

## 歷史
2004年5月9日，張安樂於中華人民共和國廣東省廣州市黃花崗成立了一個名為「保衛中華大同盟」的民間團體，為統促黨前身。
2005年9月9日，在中華民國臺北市註冊成立「中華统一促進黨」，其政治主張為一國兩制、中國和平統一、中華民族主義。
2018年8月8日，統促黨黨部與總裁張安樂自宅因張安樂涉嫌收受中國大陸政治獻金遭台灣檢方搜索。

## 成員

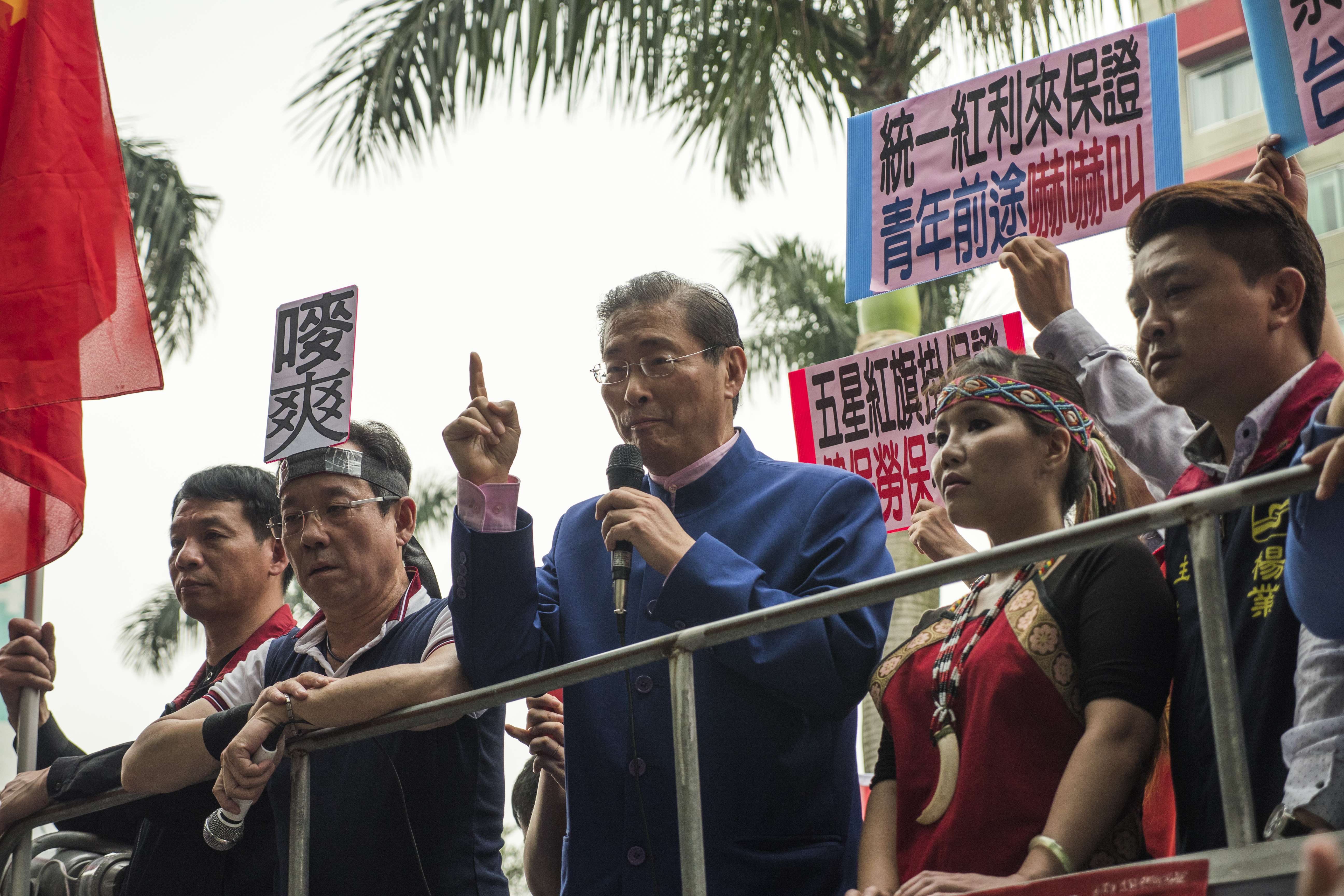
中華統一促進黨總裁張安樂（圖中藍衣男子）率黨員幹部宣傳中國統一

統促黨聲稱現有成員三萬餘人，該黨總裁张安樂不否認黨员具有黑社會背景，但有媒体報導统促黨成员大多来自于竹聯幫，少數由各地台灣黑幫人士組成。警方蒐證中的統促黨二十六名主要成員中，均在竹聯幫內具有堂主、副堂主、分會長等幹部級身分。
臺灣警方持續掃黑，查出統促黨主委孔慶駿、彭馬潤智、宋憲庠、吳金虎，副主委呂家豪及統促黨黨員等九人分別涉嫌販毒、暴力恐嚇、成立詐騙集團等犯罪活動，涉案人來自竹聯幫、四海幫、天道盟，還查出涉案幹部曾發「走路工」聚眾走上街頭。
2018年9月，半島電視台製播關於台灣統派統戰組織的專題報導，記者採訪時，原中國國民黨黨員、熟識張安樂的鄭建炘在提及張時坦言「他本身就黑... 統促黨之中什麼幫派都有，為什麼要加入，就是要漂白嘛，例如統促黨某某支黨部，事實上裡面是堂口... 明明就是黑道。」

## 政治主張
中華統一促進黨強烈支持中國共產黨進行中國統一，主張九二共識、中華民族主義和一個中國原則即中華人民共和國。统促党总裁张安乐对此认为中华民国已经被独派势力所利用，成为了统一的绊脚石。統促黨認為琉球不屬於日本，支持琉球從日本獨立，並與沖繩黑道旭琉會、中國大陸民間組織中華民族琉球特別自治區籌委會存在緊密聯繫。
2018年6月11日，張安樂指出，台灣民眾應該體認到美國人真面目、唯恐天下不亂，只有兩岸統一，才是台灣人幸福保證，張安樂還提到，美國就是世界強盜，做一個堂堂正正的中國人，兩岸要和平統一，台灣才能幸福，才能避免戰爭。
2018年10月1日，在張安樂帶頭下，統促黨全體身穿印有中華人民共和國國旗，並標示為「我的國旗」的衣服，於台北遊行。以實際行動宣示統促黨支持中華人民共和國。
2019年9月30日，張安樂希望藉由中國國民黨重返執政，可讓台灣以克里米亞模式和中华人民共和国統一，屆時中華人民共和國的核武發展成果會使美國不會介入。

## 參與選舉

### 2014年中華民國地方公職人員選舉
2014年中華民國地方公職人員選舉，中華統一促進黨共有2位鄉鎮市民代表和2位村里長當選，分別是：
- 新竹縣竹北市第一選區市民代表張美珠
- 雲林縣北港鎮第二選舉區鎮民代表陳炳炎
- 新北市鶯歌區東湖里里長呂阿添
- 嘉義縣溪口鄉柳溝村村長劉獻章

### 2016年中華民國總統副總統及立法委員選舉
統促黨政黨得票率百分之0.46，未獲得任何立委席次。

### 2018年中華民國地方公職人員選舉
到了2018年中華民國地方公職人員選舉，該黨除了新北市鶯歌區東湖里里長呂阿添連任外，其餘皆落選。

### 2020年中華民國總統副總統及立法委員選舉
2020年，中華統一促進黨在總統選舉中支持國民黨候選人韓國瑜，另外派出10區域立委候選人及7名不分區立委候選人，皆落選。
在這次不分區立委選戰中，統促黨得到32,966票，比例為 0.2328%，無緣配額立委席次。

### 2022年中華民國地方公職人員選舉
2022年中華民國地方公職人員選舉，該黨呂阿添連任新北市鶯歌區東湖里里長，邱龍森當選苗栗縣頭份市新華里里長。

## 犯罪及爭議
有關中華統一促進黨的爭議，主要環繞其親共立場，對香港親民主派人士及台灣獨派及泛綠人士作出恐嚇，及其主要成員具有黑社會背景的問題。

### 成員販毒被捕
2017年10月1日，中華統一促進黨在台北車站慶祝中華人民共和國國慶，參加該活動的黨員陳姓男子（毒品前科）向黨員呂姓男子以新臺幣3000元購買0.8克安非他命，遭警方逮捕。

### 泛綠指涉收中共和黑幫政治獻金
2017年9月27日，民進黨立委邱議瑩在立法院質詢時爆料，中共一年給張安樂500萬人民幣（約新台幣2,300萬）、竹聯幫3,000萬人民幣（約新台幣1億3,600萬）。根據中華民國《政治獻金法》，該國政黨不得收受中國大陸或港澳的政治獻金，政府擬撤銷統促黨的政黨許可。

### 被指涉與中共有關聯
《端传媒》報導中華統一促進黨「確有中共的支持」，又報導補充文革式行為並非中共的「統戰」作風。
其他如《天下雜誌》、《大紀元》等等的多個中文媒體，亦提出對中華統一促進黨與中共的質疑和指控。中央社報導關於美國國會的美中經濟暨安全檢討委員會（USCC）在報告提到中華統一促進黨總裁張安樂的活動、張安樂與國台辦的聯繫。

### 被指大規模參與假新聞及內容農場活動
《報導者》於2019年12月的報道，揭發一個至少已運作6年、橫跨台星馬港中、以新加坡幣別計算的假新聞及內容農場集團，其中發現包括統一促進黨德懷黨部黨員張東南的參與。

### 疑恐嚇銅鑼灣書店林榮基
銅鑼灣書店店長林榮基，在2019年9月宣布計劃在台灣重啟書店，並以兩岸三地的歷史、社會經濟等文化相關書籍為主；出版異議創作者作品，亦作為在臺港人連結互助基地，致力於保留香港文化，促進思想與文化的自由交流。翌年4月21日，林榮基在捷運中山站附近的咖啡廳用餐時遭潑漆。事件引起嘩然，大陸委員會在社交網站貼文表示台灣是民主國家，不能容忍有關行為。但一名自稱親共愛國同心會、中華統一促進黨成員，在貼文下留言「這只是我們對你的第一次警告，搞死你分鐘的事」。就統促黨所進行之恐嚇，時代力量則回應事件提到之前黃之鋒、何韻詩等香港民主派人士被統促黨暴力恐嚇，統促黨嬴政黨部主委吳金虎，因涉及恐嚇、暴力討債、毆打欲脫離幫派的幫眾等不法罪行被羈押禁見等事件，再次要求解散統促黨並批評內政部在統促黨恐嚇事件中毫無作為。

### 被控接受中共金援在台發展組織
曾任中華婦女聯合會理事長、統促黨不分區立委候選人的何建華，被控接受中共金援至少40萬元，在台進行情蒐，並指示協會秘書包克明撰寫年度統戰工作報告，涉嫌在台發展組織，台北地檢署依違反國家安全法將之起訴；台北地院以檢方舉證不足，判何建華、包克明2人無罪。北檢認為一審判決違背經驗法則，已上訴二審。
2024年11月4日，由於統促黨中央委員兼發言人張孟崇及妻子洪女於2011至2023年間接受中共中央台灣工作辦公室等組織指示、委託及資助，收受金援累計約新台幣7400萬元，並以境外給予之講稿，在抖音、臉書、Youtube等在社群媒體平台大肆宣傳特定議題，試圖影響臺灣輿論、介入選舉，散播勸降國軍、陣前倒戈等統戰言論，更依中共要求詆毀香港社運人士及法輪功等團體，威脅台灣民主法治及國家安全，嘉義地檢署依涉嫌違反反滲透法、選罷法等罪嫌對之提起公訴。

## 關於解散統促黨的建議

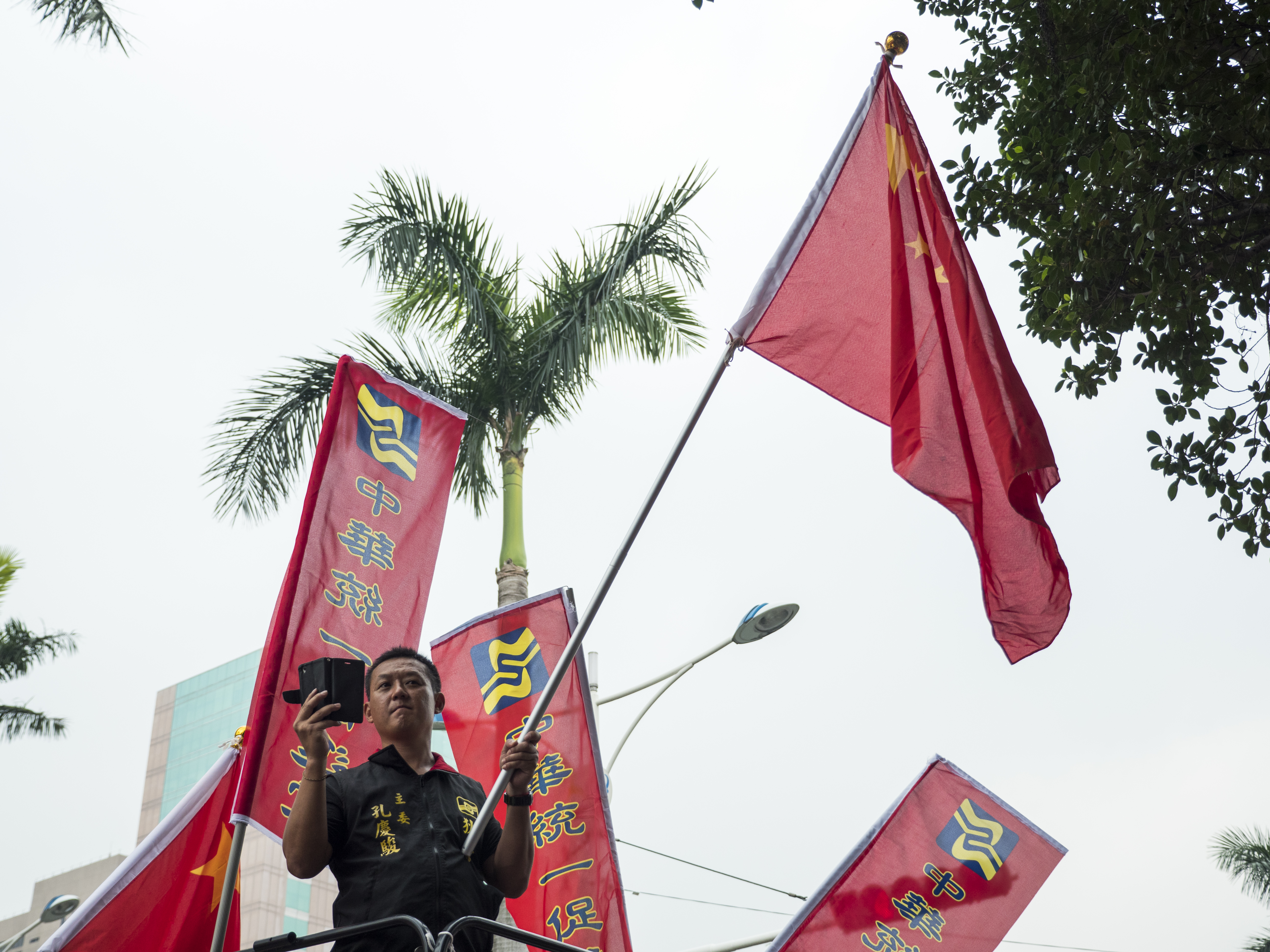
統促黨幹部揮舞中華人民共和國國旗

統促黨涉及犯罪甚廣，除有妨害選舉、組織暴力外，另有非法持有槍砲彈藥、危害國家安全等；更甚者，尚有接受中華人民共和國資助介入台灣選舉、破壞治安者。因此，在2017年，就有人提出建議要將其解散。
關於解散統促黨的建議，首先是由位於香港的政治組織香港前途關注組在2017年8月18日提出，向立法院的臺灣國會關注香港民主連線18名立法委員（皆為時代力量及民進黨籍）發表公開信提出多點要求，包括將中華愛國同心會及中華統一促進黨宣告為非法組織並將所有相關人士逮捕，以及禁止香港親中派政黨成員入境台灣。時代力量立法院黨團曾於2020年提案要求內政部將統促黨移交司法院憲法法庭進行解散程序。執政的蔡英文政府並未有正面回應。時代力量黨團的提案，甚至遭到當時執政民進黨以64票反對、僅7票贊成而遭否決。部分在台香港人不滿認為對於定居申請過份嚴謹，甚至訴諸非常牽強的國安理由，另一方面卻對統促黨相當寬容。
2024年11月6日，內政部認為該黨顯有違害中華民國的自由民主憲政秩序之虞，故依《中華民國憲法增修條文》與《政黨法》向司法院憲法法庭聲請解散統促黨。內政部官員表示，法律並不保障政黨主要成員從事犯罪行為，這是最重要的紅線。統促黨是內政部所移送的第一個政黨，其他政黨有類似情形也會持續關注。
中華人民共和國國務院臺灣事務辦公室發言人朱凤莲對此嚴厲譴責，稱民進黨打壓岛内爱国统一力量。時代力量回應內政部2024年行動的時候，表示強烈支持，更表示「早就該」。

## 轶事
2019年6月20日，統促黨組織多人赴立法院抗議，抗議代表該黨「贏政黨部」主委李家葳高舉麥克風向立法委員黃國昌喊話表示：「你憑什麼強迫CNN一定要關閉中天？」。實際誤將NCC（国家通讯传播委员会）說成CNN（美國有線電視新聞網）。

## 破壞公物與衝突事件

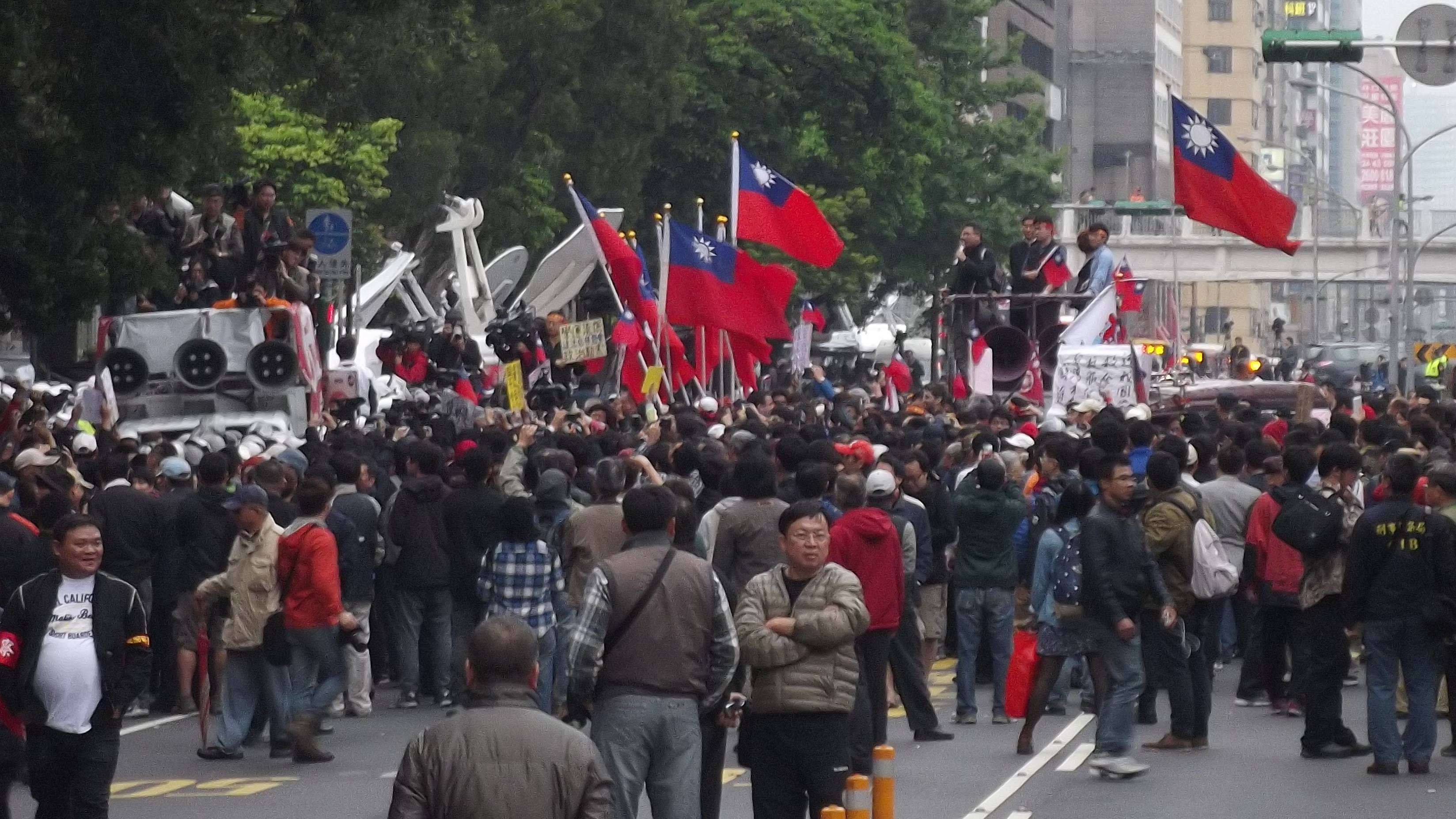
太陽花學運期間，中華統一促進黨黨員及反對佔領立法院的民眾，到場向反服貿群眾示威喊話。

- 2009年3月31日，范蘭欽事件主角郭冠英回到台灣，仍遭通緝中的該黨總裁張安樂（白狼）爲了保護郭冠英人身安全，組織統一促進黨黨員约十幾人在台灣桃園國際機場出關處等待，現場目擊者表示該黨人士有組織的統一行動、身著黑衣並刻意迴避警方的現場搜證錄影[59]。
- 2009年8月31日，達賴喇嘛訪台為莫拉克颱風（八八水災）災民祈福，張安樂組織該黨支持者抗議來台的第十四世達賴喇嘛[60]，當中有人手持五星紅旗抗議[61]。
- 2012年2月3日，該黨「子路黨部」副主委游家豪，因涉及多起暴力討債、傷害案，被臺灣新竹地方法院檢察署檢察官拘提到案[62]。
- 2013年11月7日，該黨「葉適黨部」主委王煥華因涉及霸佔地盤、強收保護費、暴力討債、下藥性侵酒店女子被捕。警方一举逮捕5名嫌犯，并查扣該黨部的旗帜、電擊棒、斧頭等犯罪工具，中華統一促進黨對此回應王焕华涉及刑案，已经在2013年7月底就已经将他破門[63]。
- 2014年太陽花學運期間，以該黨成員為首的群眾遊行抗議佔領立法院事件，在立法院周遭示威與學運參與者發生衝突，為張安樂國會示威事件[64][65][66][67]。
- 2015年8月5日，反高中課綱微調運動佔領教育部時，總裁張安樂號稱率領2000名黨員「路過」教育部，抗議荼毒學生的政治黑手，「規勸」反課綱學生回家。
- 2015年12月18日，中華統一促進黨副主席、不分區立委候選人、 綽號「鍾馗」的竹聯幫大老李宗奎，因涉嫌介入數起土地開發案、恐嚇台商案，不法獲利上億元，被刑事局拘拿到案，檢察官訊後諭令十萬元交保[68]。
- 2016年1月14日，因向中國大陸當局舉報多位藝人為台獨份子的黃安，確定於2月3日回台灣過年，並向中華統一促進黨總裁白狼張安樂求救，張安樂答應保護他和在新竹開麵店的母親人身安全[69]。
- 2017年1月7日，時為香港眾志秘書長的黃之鋒及香港立法會3位議員，應邀來台參訪時，遭遇「暴力接機」，黃之鋒等人險遭毆打，「白狼」張安樂次子張瑋等人被查出涉案，桃園地檢署檢察官偵結，依妨害公務罪嫌，起訴40歲張瑋、37歲余學誠、43歲郭啟源、28歲高健閎。張瑋供稱，他是統促黨兩岸事務部副部長，當時他看到余學誠穿越管制線，隨即跟著上前想靠近黃之鋒等人，有向前推擠警方人牆，但絕對沒有妨害公務的行為，純粹是因他有自己的政治理念，黃之鋒等人來台會帶來亂象，及增加中國大陸對台灣的敵意，但因黃之鋒等人在台灣的人脈，可以躲在警察背後，他別無選擇，只能以較為激烈的方式表達訴求。
- 2017年2月28日，因文化部於日前宣布中正紀念堂將於228和平紀念日閉館一天，中華統一促進黨人士於當日到場抗議，並與現場以自由台灣黨主席蔡丁貴為首之獨派成員及民眾發生肢體衝突。除有民眾受傷外，現場的264名維安員警中，亦有中正一分局的員警遭統促黨人士辱罵攻擊[70]。施暴者統促黨成員李承龍等三人承認動手，警方依傷害、公然侮辱、妨害公務等罪送辦[71]。
- 2017年4月16日，八田與一塑像遭破壞，頭部以上被移除。4月17日，統促黨成員李承龍首度坦承破壞銅像；此事已由警方偵辦當中。
- 2017年6月11日，太陽花學運領袖林飛帆舉行婚禮，統一促進黨「路過」呼口號威嚇林飛帆。中華統一促進黨發言人、楊業黨部主委陳志豪強調，最主要是要推廣、告訴全台人民堅持九二共識、和平統一的理念，他也批判318太陽花學運阻礙這幾年台海兩岸所有經濟、民生停擺，台灣經濟下滑，太陽花學運的領袖都應該負責。最後指責林飛帆利用警方來實行其私領域保護[72]。
- 2017年7月起至2018年3月，統促黨發言人、楊業黨部主委陳志豪，每日開著載有慰安婦銅像車輛至日本交流協會抗議及要求日本還原歷史並爭取日本對於慰安婦的權益及賠償。
- 2017年8月18日统促党成员张修嘉自稱喷漆破坏圆山水神社。
- 2017年9月24日，中國大陸選秀節目《中國新歌聲》在國立台灣大學舉辦「2017『中國新歌聲』上海．台北音樂節」活動，因約400名抗議學生與台灣獨立運動團體於事件發生前已於網路上批評『統戰』，而於下午2點左右到場進行抗議，並干擾活動進行最終罷佔表演場地，最終校方與主辦單位以安全考慮為由於下午4點39分宣佈活動提前結束。進而引爆統一促進黨與抗議的台大學生衝突，於下午5點左右於台大校園外爆發嚴重衝突，統促黨成員官秀貞在現場附近，遭「台獨機關槍」李柏璋謾罵「老女人、老膣屄」，統促黨另一成員楊紹瑞見狀上前勸阻，反遭李柏璋揮拳毆打臉部，導致他左臉頰受傷、眼鏡破裂，統促黨成員胡大剛見狀持甩棍解圍[73]。胡打傷另一位獨派台大學生張耿維，當場頭破血流。事後總計有四名抗議的台大學生遭毆打受傷。經大安警分局長楊鴻正調查，確認動手為61歲的該黨新聞聯絡人胡大剛，會依傷害罪移請台灣台北地方法院檢察署偵辦[74][75][76]，白狼次子張瑋與另外4人王啟鑌 。林紹哲等依殺人未遂罪移送，5人皆限制住居、出境、出海[77]。據受害台大學生張耿維表示，統促黨成員胡大剛掏出甩棍，朝他頭上敲下去，而且不只揮擊一次，他為求自保才衝上前抱住他降低傷害，此時還另有統促黨黑衣男子向他拳腳攻擊。張耿維還說，這次事件明顯是有組織的行為，因胡大剛與黑衣男準備撤離時，另外出現幾位統促黨幹部與武器來增援，對人群進行叫囂與掩護胡等二人，撤退時還有車輛進行接應，明顯是一起有組織，有預謀的暴力傷害行為[78]。
- 2017年10月27日，竹聯幫堂主夥同統促黨黨部一名主委被捕[79]。
- 2017年12月1日，台北地檢署起訴「中國新歌聲」案李柏璋與統促黨員六人[80]。
- 2019年9月29日，統促黨自忠黨部主委胡志偉和有組織犯罪前科、洪門雙和堂強勢分會老大梁太富在九二九台港大遊行上潑紅漆攻擊加拿大籍香港歌手何韻詩[81]。張安樂證實胡志偉曾為統促黨黨員，但已經辭職，目前是大陳島鄉情文化促進會創辦人。同時，張安樂表示自己事前對潑漆事件不知情[82]。
- 2022年4月10日，中華統一促進黨總裁「白狼」張安樂在大甲媽遶境活動經過彰化時，帶人搶媽祖鑾轎引發暴力衝突，造成彰化警分局副分局長鐘振邦和兩名員警掛彩，警方現場逮捕六人，發現全是竹聯幫地虎堂成員，當中多人都穿著統促黨背心制服，警政署長陳家欽表示將追查是否有紅色勢力介入宗教遶境活動。[83]

## 參閱
- 統派、政治顏色
- 臺灣親中共派
- 右翼，極右翼
- 中國國民黨、中国共产党
- 竹聯幫、四海幫、中華愛國同心會
- 中国和平统一促进会
- 類似意識型態政黨
  - 新黨（較溫和）
  - 德國國家民主黨（較激進）
  - 俄羅斯民族布爾什維克黨（較激進）

## 外部連結
- 中華統一促進黨 （页面存档备份，存于）
- YouTube上的中華統一促進黨頻道
- 中華統一促進黨的Facebook專頁